# 中和里 (臺北市)
中和里，為臺灣臺北市北投區大屯次分區的一個里。
里內居民多為軍公教人員，無大型工廠屬住宅區，有小型加工廠與經營民生用品之商店及連鎖大賣場於民國97年（2008年）12月開始營業。

## 基本資料
- 人口數：5002人（男性：2402 人 ；女性：2600 人）（2020年9月）[3]
- 土地面積：0.2209平方公里[4][5]
- 人口密度：22643.7302（人/km²）
- 性別比：92.38
- 戶數：1960 戶（2020年9月）[3]
- 戶量：2.55（人/戶）
- 鄰數：19 鄰

## 里界
中和里東以復興四路與開明里為界，西以中和街及中和街錫安巷與秀山里為界，南以水磨坑溪與智仁里為界，北以復興三路與大屯里為界。

## 歷史沿革
中和里原屬大屯里，於民國55年（1966年）4月時調整劃出自成一里，同時命名「中和里」。民國63年（1974年）12月劃編增設中庸里、秀山里，餘地仍屬中和里。民國91年（2002年）9月劃分為中和里及大屯里兩里。中和里原下轄24鄰，後調整為17鄰，民國92年（2003年）再調整為19鄰。